# Tony Hadley

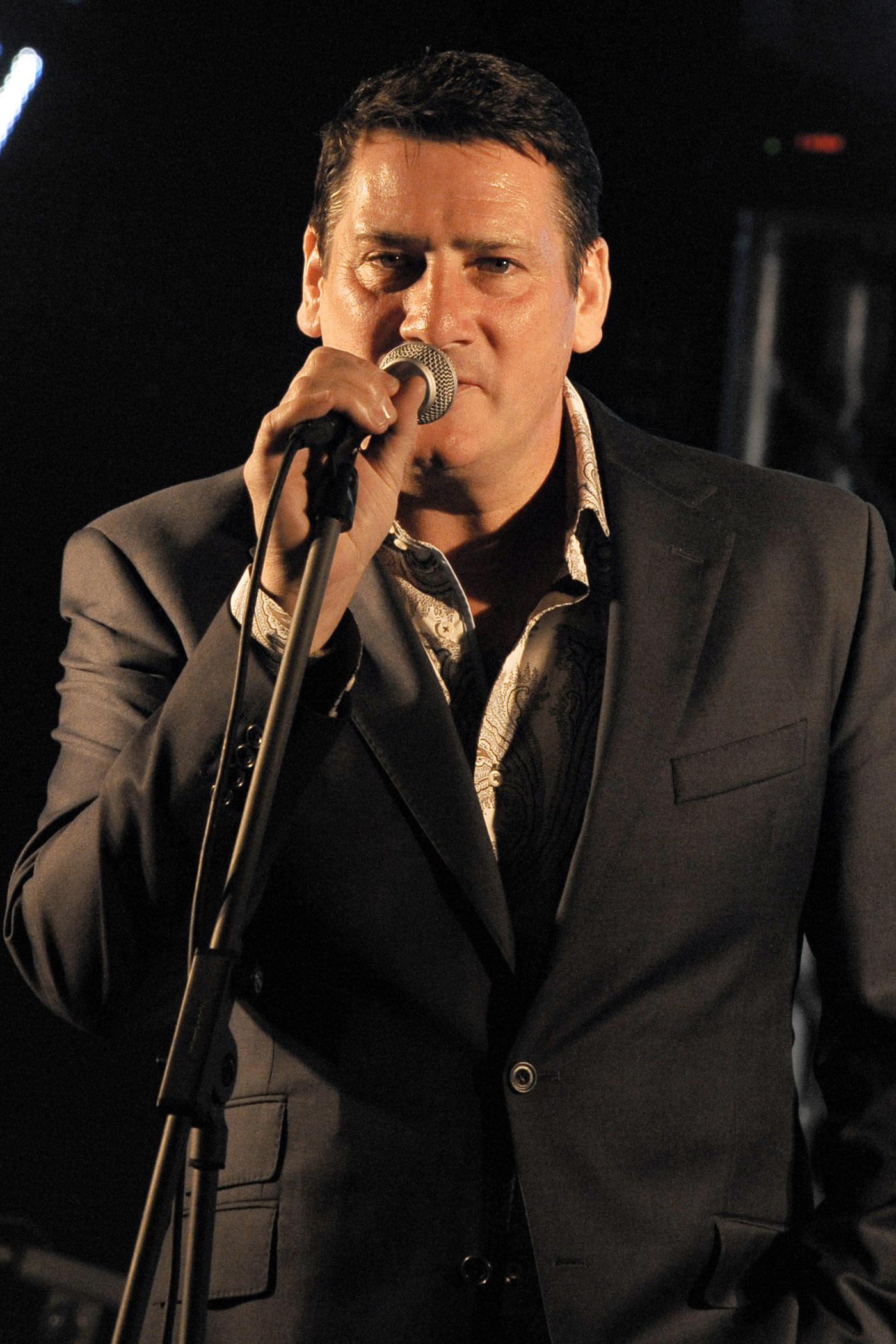
Tony Hadley im Jahr 2012 in Italien

Anthony Patrick „Tony“ Hadley (* 2. Juni 1960 in Islington) ist ein britischer Popsänger. Er war von 1979 bis 1990 und 2009 bis 2017 der Sänger der New-Romantic-Band Spandau Ballet.

## Leben

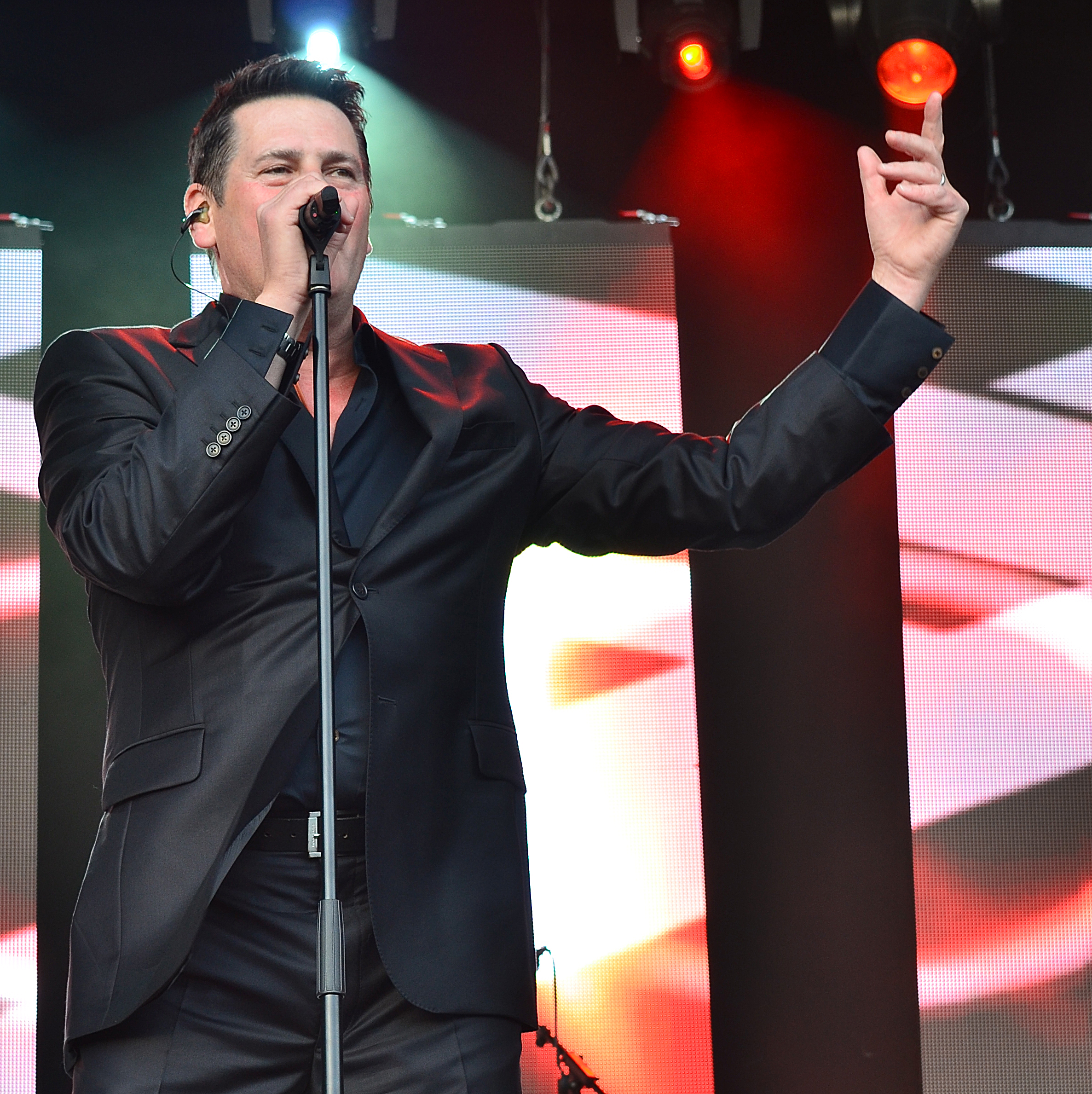
Tony Hadley im Jahr 2014

Hadleys Karriere begann 1974 mit dem Gewinn eines Talentwettbewerbes. 1979 tat er sich mit den beiden Brüdern Gary und Martin Kemp sowie Steve Normann und John Keeble zusammen und es entstand die Band Spandau Ballet, die in den 1980er-Jahren weltweit große Erfolge feierte u. a. mit Titeln wie True (1983), Gold (1983) oder Only When You Leave (1984).
Nach der Auflösung von Spandau Ballet im Jahr 1990 baute sich Hadley eine Solokarriere auf. 1992 erschien sein Debütalbum The State of Play, aus dem drei mäßig erfolgreiche Singles ausgekoppelt wurden. In Zusammenarbeit mit der britischen House-Band Tin Tin Out entstand 1997 die Single Dance With Me, mit der Hadley noch einmal den Sprung in die Charts schaffte. Im gleichen Jahr veröffentlichte er sein zweites Album Tony Hadley, das überwiegend Coverversionen enthält. 1999 tourte er als Sänger mit Alan Parsons auf der The Time Machine-Tour durch Europa.
2003 war Hadley Gewinner der Reality-TV-Serie Reborn in the USA des britischen Fernsehsenders ITV. Von Ende Januar bis Mitte April 2007 spielte er im Cambridge Theatre im Londoner West End den Anwalt Billy Flynn im Musical "Chicago". Seit Mitte 2007 moderiert er die "Tony Hadley Party Classics" bei Virgin Radio.
Von 1983 bis 2003 war Hadley mit seiner Jugendliebe Leonie verheiratet. Aus dieser Ehe gingen drei Kinder hervor. Mit Alison Evers, mit der er seit 2009 verheiratet ist, hat er zwei Kinder.

## Diskografie (Solo)

### Studioalben
| Jahr | Titel               | Höchstplatzierung, Gesamtwochen, AuszeichnungChartplatzierungen (Jahr, Titel, Platzierungen, Wochen, Auszeichnungen, Anmerkungen) | Höchstplatzierung, Gesamtwochen, AuszeichnungChartplatzierungen (Jahr, Titel, Platzierungen, Wochen, Auszeichnungen, Anmerkungen) | Höchstplatzierung, Gesamtwochen, AuszeichnungChartplatzierungen (Jahr, Titel, Platzierungen, Wochen, Auszeichnungen, Anmerkungen) | Höchstplatzierung, Gesamtwochen, AuszeichnungChartplatzierungen (Jahr, Titel, Platzierungen, Wochen, Auszeichnungen, Anmerkungen) | Höchstplatzierung, Gesamtwochen, AuszeichnungChartplatzierungen (Jahr, Titel, Platzierungen, Wochen, Auszeichnungen, Anmerkungen) | Anmerkungen                                      |
| Jahr | Titel               | DE | AT | CH | UK | US | Anmerkungen                                      |
| ---- | ------------------- | --- | --- | --- | --- | --- | ------------------------------------------------ |
| 1997 | Tony Hadley         | — | — | — | UK45 (3 Wo.)UK | — | Erstveröffentlichung: 8. September 1997          |
| 2003 | True Ballads        | — | — | — | UK31 (3 Wo.)UK | — | Erstveröffentlichung: 28. April 2003 Kompilation |
| 2018 | Talking to the Moon | — | — | — | UK40 (1 Wo.)UK | — | Erstveröffentlichung: 8. Juni 2018               |

Weitere Veröffentlichungen
- 1992: The State of Play
- 2000: Obsession
- 2006: Passing Strangers
- 2013: Live from Metropolis Studios
- 2015: The Christmas Album

### Singles
| Jahr | Titel Album                               | Höchstplatzierung, Gesamtwochen, AuszeichnungChartplatzierungen (Jahr, Titel, Album, Platzierungen, Wochen, Auszeichnungen, Anmerkungen) | Höchstplatzierung, Gesamtwochen, AuszeichnungChartplatzierungen (Jahr, Titel, Album, Platzierungen, Wochen, Auszeichnungen, Anmerkungen) | Höchstplatzierung, Gesamtwochen, AuszeichnungChartplatzierungen (Jahr, Titel, Album, Platzierungen, Wochen, Auszeichnungen, Anmerkungen) | Höchstplatzierung, Gesamtwochen, AuszeichnungChartplatzierungen (Jahr, Titel, Album, Platzierungen, Wochen, Auszeichnungen, Anmerkungen) | Höchstplatzierung, Gesamtwochen, AuszeichnungChartplatzierungen (Jahr, Titel, Album, Platzierungen, Wochen, Auszeichnungen, Anmerkungen) | Anmerkungen                                       |
| Jahr | Titel Album                               | DE | AT | CH | UK | US | Anmerkungen                                       |
| ---- | ----------------------------------------- | --- | --- | --- | --- | --- | ------------------------------------------------- |
| 1992 | Lost in Your Love The State of Play       | DE58 (5 Wo.)DE | — | — | UK42 (4 Wo.)UK | — | Erstveröffentlichung: Februar 1992                |
| 1992 | For Your Blue Eyes Only The State of Play | — | — | — | UK67 (2 Wo.)UK | — | Erstveröffentlichung: August 1992                 |
| 1993 | The Game Of Love The State of Play        | — | — | — | UK72 (1 Wo.)UK | — | Erstveröffentlichung: Januar 1993                 |
| 1996 | Build Me Up                               | — | — | — | UK84 (1 Wo.)UK | — | Erstveröffentlichung: März 1996                   |
| 1997 | Dance with Me Always                      | — | — | — | UK35 (2 Wo.)UK | — | Erstveröffentlichung: April 1997 mit Tin Tin Out  |
| 2002 | Feel You You Own the Sound                | DE76 (2 Wo.)DE | — | — | — | — | Erstveröffentlichung: Mai 2002 mit Marc Et Claude |

Weitere Singles
- 1992 – Why Can't We Fall in Love/Theme No. 7
- 1992 – Tonight/Close-up
- 1992 – Fever (Akustik-Version)/On and On
- 1993 – Absolution/Through the Barricades/The Boys of Summer/Rock'n'Roll Suicide
- 1996 – One to One/Jealous Mind (instrumental) [Soundtrack für den Film "When Saturday Comes"]
- 1998 – First of May (radio edit)/The First Cut Is the Deepest/Love Affair/Maybe You and I [withdrawn release]
- 1998 – Save a Prayer (radio edit)/She/Have You Seen Her/Save a Prayer (album version) [nur in Belgien im April veröffentlicht]
- 1998 – She [nur am 16. Februar in den Niederlanden veröffentlicht]
- 2000 – Will U Take Me (single mix)/(Tony Hadley's a cappella)/(DJ Wout's level mix) [Techno-Version; nur in den Benelux-Staaten im November veröffentlicht]
- 2000 – Will U Take Me (single mix)/(extended mix)/(DJ Wout's level mix)/(Tony Hadley's a cappella) [Techno-Version, die nur in Spanien im November veröffentlicht wurde]
- 2001 – "Tony Hadley EP": Get So Lonely, Beautiful Girl, Follow Me, Have I the Right [am 17. September veröffentlicht]
- 2002 – Sweet Surrender (Milk Inc. radio remix)/(Mr. Sam remixes) [im Mai veröffentlicht]
- 2006 – The Mood I'm in [Promo-Veröffentlichung im November]
- 2007 – Wives & Lovers [im Januar veröffentlicht]
- 2007 – The Good Life [im April veröffentlicht]
- 2011 – Goodbye Malinconia mit Caparezza